# Stigmodera jacquinotii
Stigmodera jacquinotii es una especie de escarabajo del género Stigmodera, familia Buprestidae. Fue descrita científicamente por Boisduval en 1835.
Se distribuye por Australia, en Guringai. Mide 25 milímetros de longitud.